# ده‌مراد (شهربابک)
ده‌مراد، روستایی در دهستان استبرق از توابع بخش مرکزی شهرستان شهربابک در استان کرمان است.